# Sungai Putih (Kampar Timur)
Sungai Putih is een bestuurslaag in het regentschap Kampar van de provincie Riau, Indonesië. Sungai Putih telt 759 inwoners (volkstelling 2010).